# Алекторія паросткова
Алекторія паросткова, алекторія лозовидна (Alectoria sarmentosa) — циркумбореальний вид лишайників роду алекторія (Alectoria). Лишайник класифіковано у 1810 році.

## Будова
Має кущисте звисаюче тіло завдовжки 20–30 см, солом'яно-жовте, сірувато- або зеленуватожовтувате, іноді жовто-коричневе. Гілочки до 1 мм, сплющені у місцях розгалуження, циліндричні у верхній частині.

## Поширення та середовище існування
Європа (Українські Карпати), Урал, Південний Сибір, Північна та Південна Америка, Канарські острови.

## Природоохоронний статус
Включений до Червоної книги України.